# Verrucachernes
Genre
Synonymes
- Microchernes Beier, 1951

Verrucachernes est un genre de pseudoscorpions de la famille des Chernetidae.

## Distribution
Les espèces de ce genre se rencontrent en Asie, en Océanie et en Afrique subsaharienne.

## Liste des espèces
Selon Pseudoscorpions of the World (version 3.0) :
- Verrucachernes congicus Beier, 1959
- Verrucachernes montigenus Beier, 1965
- Verrucachernes oca Chamberlin, 1947
- Verrucachernes spinosus Beier, 1979
- Verrucachernes sublaevis Beier, 1965

et placée depuis
- Verrucachernes indicus (Beier, 1974)
- Verrucachernes parvus (Beier, 1930)

## Publication originale
- Chamberlin, 1947 : Three new species of false scorpions from the Island of Guam (Arachnida, Chelonethida). Occasional Papers of the Bishop Museum Honolulu, vol. 18, no 20, p. 305-316 (texte intégral).